# Karl Ludwig Schneider
Karl Ludwig Schneider (* 25. September 1919 in Hamburg-Wellingsbüttel; † 9. Juli 1981 in Hamburg) war ein deutscher Germanist, Lyriker und Expressionismusforscher. Er gehörte zu den verfolgten Regimegegnern, die nach 1945 als „Weiße Rose Hamburg“ bezeichnet wurden. 1946 begründete er als Lizenzträger und verantwortlicher Redakteur die renommierte studentische Kulturzeitschrift Hamburger Akademische Rundschau, 1960 erhielt er eine Professur für Philologie und Germanistik an der Universität Hamburg.  Er gab mehrere historisch-kritische Werkausgaben deutscher Dichter heraus.

## Leben
Karl Ludwig Schneider stammte aus einem Elternhaus, das dem Nationalsozialismus ablehnend gegenüberstand. Er war in der Bündischen Jugend und besuchte ab 1935 die Lichtwarkschule (heute Heinrich-Hertz-Schule) in Hamburg-Winterhude, welche sein Interesse für expressionistische Kunst und Dichtung weckte. Schon als Schüler misstraute er den politischen Lehren des Nationalsozialismus. Sein oppositioneller Weg führte ihn konsequent in den Widerstand gegen den Nationalsozialismus. Mit Gleichgesinnten griff er in Hamburg die Flugblattaktionen der Münchner „Weißen Rose“ schon Ende 1942 auf und durchlitt ab November 1943 die brutale Verfolgung durch die Nazis.

### Angehöriger der Weißen Rose Hamburg
Nach dem Abitur, das Schneider 1938 ablegte, wurde er erst zum Reichsarbeitsdienst verpflichtet, dann zum Militärdienst eingezogen und musste danach direkt am Krieg gegen Polen, Frankreich und Russland teilnehmen. Mitte 1940 lernte er in Frankreich Hans Leipelt kennen und schloss mit ihm eine enge Freundschaft. Leipelt, der als „Halbjude“ aus der Wehrmacht entlassen worden war, begann im Herbst 1940 ein Chemiestudium an der „Hansischen Universität“, wechselte wegen wachsender Schikanen aber im Wintersemester 1941/1942 an die Ludwig-Maximilians-Universität München. Schon während seiner Schulzeit in Hamburg führte seine unrechtsbewusste Haltung zu ersten Konflikten mit den NS-konformen Lehrern. Der hochbegabte Leipelt versuchte nach seinen Möglichkeiten, andere Menschen über die Gefahren der NS-Machthaber aufzuklären. Dieses Bestreben intensivierte sich unter dem Eindruck der Verfolgung der jüdischen Bevölkerung nach der Annexion Österreichs im März 1938. Seine Großeltern, sein Onkel und viele Freunde der Familie in seiner Geburtsstadt Wien waren Teil der sofortigen Entrechtung und Verfolgung. In München knüpfte Leipelt ebenso wie in Hamburg konspirative Netzwerke und griff 1943 nach der Hinrichtung von Christoph Probst, Hans und Sophie Scholl die Aktionen der „Weißen Rose“ auf, um der Ermordung der Studenten eine widerständige Solidarität entgegenzusetzen. Bei seinen Aufenthalten in Hamburg war Karl Ludwig Schneider sein wichtigster Verbündeter. Beide waren künstlerisch begabt. Klassische Musik, aber auch der verbotene Jazz eines Duke Ellington oder einer Ella Fitzgerald wie Werke der verfemten Literatur und Kunst der Moderne waren Teile einer humanen Gegenwelt für sie. Schneider und Leipelt entlarvten den Nationalsozialismus für andere mit ihrem besonderen Sinn für Ironie und Humor. Sprachlich sensibel auf alles Geschehen zu reagieren, brachte sie immer wieder zum Schreiben in unterschiedlichen Formen. Dabei kam dem Gedicht eine besondere Bedeutung zu – ob als Rezeption oder als Ausdruck eigener Gedanken und Empfindungen.
Zum Wintersemester 1941/42 erhielt Schneider Studienurlaub und nahm in Hamburg das Studium der Germanistik, Anglistik, Philosophie und Zeitungswissenschaft auf. Er besuchte Veranstaltungen des Philosophen und Pädagogen Wilhelm Flitner, wie auch die Studierenden Reinhold Meyer, Heinz Kucharski, Margaretha Rothe und Albert Suhr. Eine weitere Bekannte aus der Schulzeit, Traute Lafrenz, ebenfalls Lichtwarkschülerin, studierte inzwischen in München Medizin und hatte engen Kontakt zu den Studenten der „Weißen Rose“, die sie unerschrocken unterstützte. Sie brachte im November 1942 das dritte Flugblatt der „Weißen Rose“ nach Hamburg, gab es ihrem ehemaligen Mitschüler Heinz Kucharski, der es umgehend weiter verbreitete, so dass auch Schneider und wiederum durch ihn auch Hans Leipelt es erhielten. Hans Leipelt übermittelte das sechste und letzte Flugblatt aus München nach Hamburg, wo es von verschiedenen Personen aus den oppositionellen Kreisen immer wieder abgeschrieben und verbreitet wurde, auch von den befreundeten Schülerinnen Maria Leipelt und Ilse Ledien. In der Buchhandlung Agentur des Rauhen Hauses am Jungfernstieg, deren Juniorchef Reinhold Meyer war, trafen sich Schneider, Kucharski, Rothe und weitere NS-Gegner. Sie diskutierten über den Nationalsozialismus und die Entwicklung des Krieges ebenso wie über Möglichkeiten des Widerstandes, die über das Verbreiten von Flugblättern hinausgingen. Es gab unterschiedliche Positionen, die vom passiven Widerstand bis zu Sabotageakten nach dem Vorbild der Resistance reichten.
Krankheitsbedingt im November 1942 von der Wehrmacht beurlaubt, setzte Schneider sein Studium in Hamburg sogleich fort, wechselte aber zum Wintersemester 1943/44 an die Universität Freiburg im Breisgau. Im September 1943 hatte die Hamburger Gestapo enge oppositionelle Freunde verhaftet, so dass der entschiedene Ortswechsel Verbindungen verschleiern sollte. Am 9. November 1943 wurden die Verhaftungen in Hamburg fortgesetzt, darunter waren Heinz Kucharski, Margaretha Rothe und Maria Leipelt. Am 15. November 1943 wurde auch Schneider in Freiburg von der Gestapo verhaftet und in das „Polizeigefängnis Fuhlsbüttel“ überführt, das der Gestapo seit Jahren als Konzentrationslager für ihre „Schutzgefangenen“ diente. Monate der Einzelhaft und quälender Verhöre folgten. Vom 6. Juni bis zum 16. Oktober 1944 verlagerte man Schneider unter anderen mit Reinhold Meyer, Friedrich Geussenhainer, Felix Jud, Bruno Himpkamp in das KZ Neuengamme, wo die politischen Gefangenen zur Zwangsarbeit eingesetzt wurden. Kurz zurückgekehrt nach Fuhlsbüttel folgte am 27. Oktober seine Einlieferung in die Untersuchungshaftanstalt Hamburg-Stadt. Mit einem Sammeltransport begann am 10. November die Überstellung in das Landgerichtsgefängnis in Stendal, wo er bis zu seiner Befreiung durch die amerikanischen Truppen bei ihrem Vorstoß auf Berlin am 12. April 1945 verblieb. Der Oberreichsanwalt beim Volksgerichtshof in Berlin hatte unterdessen seine Anklageschrift gegen Schneider und die Mitangeklagten Maria Leipelt, Dorothea und Emmy Zill, Ilse Ledien und Riko Graepel fertiggestellt und am 23. Februar 1945 – fast auf den Tag genau zwei Jahre nach der Hinrichtung der Geschwister Scholl und Christoph Probst – an den Volksgerichtshof in Potsdam übersandt. Der Zweite Senat des NS-Gerichtes reiste dann im April 1945 nach Hamburg, um – neben drei weiteren Prozessen – gegen zwei von Schneiders Mitangeklagten, Ilse Ledien und Riko Graepel zu verhandeln. Es war der 20. April 1945. In diesen Tagen erhielt der überlebende Widerstandskämpfer Schneider im entfernten Bismark in der Altmark von der Militärregierung bereits die schriftliche Erlaubnis, durch die amerikanische und britische Besatzungszone in seine Geburtsstadt zu reisen. Nach dreiwöchigem Aufenthalt auf dem nahegelegenen Bauernhof des Mithäftlings Otto Böse kehrte er am 5. Mai 1945 nach Hamburg zurück.

### Nach dem Krieg
Nach Kriegsende war Karl Ludwig Schneider als ehemaliger politisch Verfolgter Mitglied des ersten Zentralausschusses Hamburger Studenten (ZA), des Vorläufers des Allgemeinen Studierendenausschusses (AStA). Auf frühere Pläne zurückgehend, gründete Schneider 1946 die Hamburger Akademische Rundschau, die bei seinem Jugendfreund Joachim Heitmann in dessen Hansischem Gildenverlag erschien und für die beide am 6. Juni als erste studentische Zeitschrift in der britischen Besatzungszone die Lizenz erhielten. Schneider war bis 1950 ihr verantwortlicher Redakteur, Hans-Joachim Lang der „zweite Mann“ und Hermann Tiemann das dritte Redaktionsmitglied. Zu den Mitarbeitern der Zeitschrift zählten unter vielen anderen Conrad Ahlers, Jürgen Ponto, Ralf Dahrendorf und Walter Boehlich. Mit Originalbeiträgen von Autoren wie Max Brod, Hermann Broch, Egon Friedell, José Ortega y Gasset, Bertrand Russell, Hermann Hesse und Thomas Mann und ihren guten Verbindungen zu Exilanten in der Schweiz, London und den USA war die Zeitschrift bald eine der renommiertesten ihrer Art im Nachkriegsdeutschland. In diese Zeit datiert auch die seit Winter 1946/47 bestehende Freundschaft Schneiders mit dem Schriftsteller Wolfgang Borchert.
1950 promovierte Schneider über das Thema Der bildhafte Ausdruck in den Dichtungen Georg Heyms, Georg Trakls und Ernst Stadlers. Studien zum lyrischen Sprachstil des deutschen Expressionismus. 1960 habilitierte er sich mit dem Thema Klopstock und die Erneuerung der deutschen Dichtersprache im 18. Jahrhundert und nahm eine Vertretungsprofessur für Neuere deutsche Literaturgeschichte an der Westfälischen Wilhelms-Universität in Münster an. Im Oktober 1960 wurde er zum Ordinarius für deutsche Philologie und Literaturwissenschaft an die Universität Hamburg berufen. Er nahm Gastprofessuren in Stanford/California (1965), Bloomington/Indiana (1969) und Paris/Sorbonne (WS 1971/72) wahr.
1962 war Karl Ludwig Schneider Mitglied der Jury des von der Zeitschrift Stern ausgelobten Deutschen Erzählpreises. Er gehörte zum so genannten „Stimbekhof-Kreis“ und war mit sechs anderen aus diesem Kreis Unterzeichner einer am 4. Dezember 1964 in der Wochenzeitung Die Zeit veröffentlichten „Erklärung der Sieben: Zum Beispiel Bonn“, mit der eine aktive und moralisch-wahrhaftige Auseinandersetzung mit der Rolle der deutschen Universitäten im Nationalsozialismus eingefordert wurde. Beim Germanistentag 1966 in München wurde Schneider in den Vorstand des Verbandes gewählt, dessen neuer Vorsitzender der Stimbekhofianer Karl Heinz Borck war. Die teils sehr pauschalen und kenntnislosen, umso mehr verletzenden Vorwürfe, verbunden mit bedrängenden Störungen seiner Veranstaltungen während der Studentenproteste der späten 1960er Jahre gegen NS-Verstrickungen von Ordinarien wie die Angriffe auf seine Expresssionismusforschung trafen Schneider persönlich tief. Seine Widerstands- und Verfolgungsgeschichte nahm auch die Institution Universität Hamburg nicht zum Anlass, sich für ihr integres Mitglied gegen die aufgewühlten Studierenden aufklärend und solidarisch einzusetzen. Von dem Erleben im „Dritten Reich“ und den persönlichen gesundheitlichen Folgen lebenslang beeinträchtigt, zog er sich zunehmend aus seinem aktiven gesellschaftlichen Engagement zurück.
Besondere Anerkennung fand Karl Ludwig Schneider als Herausgeber von textkritischen Gesamtausgaben der Dichtungen und Schriften von Ernst Stadler und Georg Heym, die zuerst im Hamburger Verlag Heinrich Ellermann erschienen und später vom Verlag C. H. Beck übernommen wurden. 1954 gab Schneider die Stadler-Ausgabe heraus. Zwischen 1960 und 1968 edierte er in vier Bänden die Dichtungen, Schriften, Tagebücher und Briefe Georg Heyms. In diesem Kontext vermittelte Schneider der Hamburger Staatsbibliothek den Ankauf des Heym-Nachlasses, den Erwin Loewenson nach Israel gerettet hatte. Zusammen mit Adolf Beck und Hermann Tiemann begründete Schneider eine historisch-kritische Ausgabe der Werke und Briefe von Friedrich Gottlieb Klopstock. In Vorträgen und Aufsätzen widmete er sich neben Literaten des Expressionismus auch E. T. A. Hoffmann, Heinrich von Kleist, Gotthold Ephraim Lessing sowie Kurt Schwitters, Thomas Mann, Heinrich Böll, Peter Huchel und Joseph Breitbach. 1976 hielt Schneider die Laudatio auf Siegfried Lenz anlässlich der Verleihung der Ehrendoktorwürde durch die Hamburger Universität.
Karl Ludwig Schneider wirkte mit im Vorstand der Stiftung Neues Europakolleg Hamburg, im Kuratorium der Hamburgischen Wissenschaftlichen Stiftung, im Vorstand der Hamburger Internationalen Gesellschaft für die Freiheit der Kultur wie auch in der Goethe-Gesellschaft Hamburg und der Neuen Literarischen Gesellschaft.

## Schriften (Auswahl)
- Disteln und Dornen. Gedanken und Gedichte aus der Zeit der politischen Haft. Hamburg: Hansescher Gildenverlag 1946.
- Die frohe Botschaft vom Tode. Ein Sonettenkranz. Mit Holzschnitten des Totentanz von Hans Holbein. Hamburg: Hansescher Gildenverlag 1947.
- Tobias Runkel [Pseudonym], Bumke-Gedichte. Hamburg: Ellermann Verlag 1957.
- Der bildhafte Ausdruck in den Dichtungen Georg Heyms, Georg Trakls und Ernst Stadlers. Ein Beitrag zur Charakterisierung des expressionistischen Stils. Phil Diss. Heidelberg: Carl Winter 1954.
- Ernst Stadler. Dichtungen. Gedichte und Übertragungen mit einer Auswahl der kleinen kritischen Schriften und Briefe. Eingeleitet, textkritisch durchgesehen und erläutert von Karl Ludwig Schneider. 2 Bde. Hamburg: Ellermann 1954.
- Georg Heym, Marathon. Nach den Handschriften des Dichters, hrsg. und erläutert von Karl Ludwig Schneider. Hamburg: Maximilian-Gesellschaft 1956.
- Klopstock und die Erneuerung der deutschen Dichtersprache im 18. Jahrhundert. Heidelberg: Carl Winter 1960.
- Georg Heym – Dichtungen und Schriften. Gesamtausgabe in vier Bänden, Hamburg: Ellermann Verlag. Band 1: Lyrik. Mit Gunter Martens unter Mithilfe von Klaus Hurlebusch und Dieter Knoth, 1964; Band 2: Prosa und Dramen. Mit Curt Schmigelski, 1962. Band 3: Tagebücher, Träume und Briefe. Unter Mithilfe von Paul Raabe und Erwin Loewenson, 1960. Band 4 (als Band 6 angekündigt): Georg Heym. Dokumente zu seinem Leben. Mit Gerhard Burkhardt unter Mitwirkung von Uwe Wandrey und Dieter Marquardt, 1968.
- Zerbrochene Formen. Wort und Bild im Expressionismus. Hamburg: Hoffmann und Campe 1967.
- Der Künstler als Schelm. Zum Verhältnis von Bildungsroman und Schelmenroman in Thomas Manns Felix Krull. Zum 100. Geburtstag Thomas Manns am 6. Juni 1975, Hamburg: Hauswedell & Co. 1975
- Ansprache aus Anlass der 40-jährigen Wiederkehr der „Reichskristallnacht“ am 9. November 1978 an der Gedenkplatte für die Toten der „Hamburger Weißen Rose“ im Auditorium maximum der Universität Hamburg. In: ZAS – Zentralblatt für den Ausbildungssektor Nr. 10 (Dezember) 1978, S. 3.
- Günter Dammann, Karl Ludwig Schneider, Joachim Schöberl: Georg Heyms Gedicht „Der Krieg“. Handschriften und Dokumente; Untersuchungen zur Entstehungsgeschichte und zur Rezeption. Heidelberg: Carl Winter 1978 (Beihefte zum Euphorion 9).
- Skepsis als literarische Methode. Eine Deutung des Werkes von Joseph Breitbach. In: Wechselrede. Joseph Breitbach zum 75. Geburtstag. Frankfurt/Main: S. Fischer 1978, S. 325–384.
- Peter Huchel. In: Die deutsche Lyrik von 1945–1975 zwischen Botschaft und Spiel, hrsg. von Klaus Weissenberger. Düsseldorf: August Bagel Verlag 1981, S. 177–185.